# Tom Müller (Verleger)

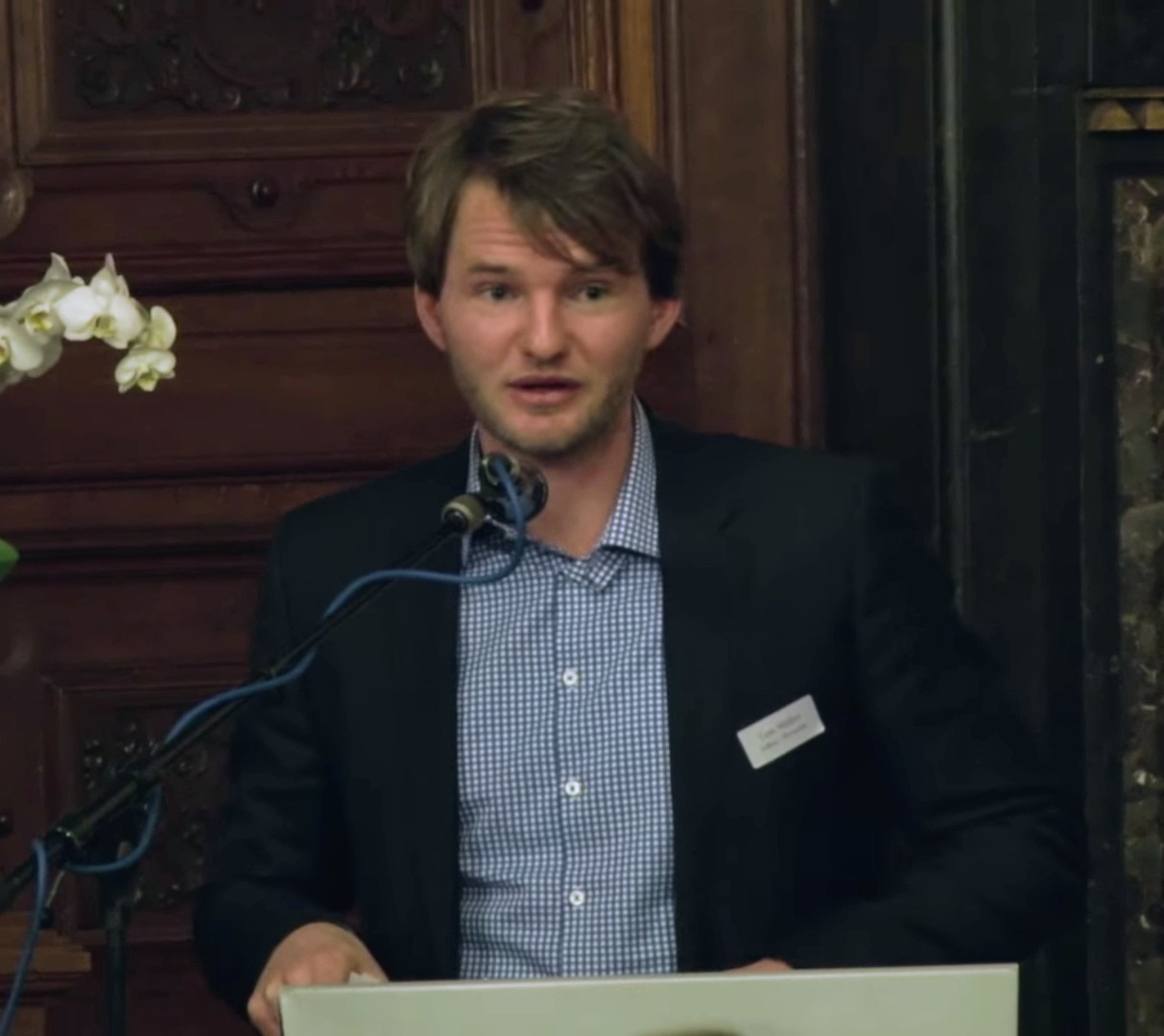
Tom Müller, 2015

Tom Müller (* 1982 in Berlin-Friedrichshain) ist ein deutscher Verleger und Autor. Seit 2019 ist er Verlagsleiter des Verlages Tropen, der zur Klett-Gruppe gehört.

## Biografie
Tom Müller ging in Ost- und Westberlin zur Schule und studierte dann an der Eberhard-Karls-Universität Tübingen sowie der Universitá degli Studi di Pisa und der Universität Perugia Romanistik und Germanistik. Seine Arbeit „Das Nashorn im Walde. Kulturtransfer zwischen Kitsch und Kunst“ wurde von der Universität Tübingen publiziert.
Müller arbeitete zunächst als Volontär beim Verlag Kiepenheuer & Witsch in Köln und wechselte dann zum Aufbau Verlag nach Berlin. Dort war er ab 2017 als Programmleiter für das Imprint Blumenbar tätig und für den Bereich der neuen Literatur verantwortlich. Er nahm Autoren wie Han Kang, Bov Bjerg, Simon Strauß, Philipp Winkler und Lucas Vogelsang in das Verlagsprogramm auf. Bei der Debatte um die politischen Positionen von Simon Strauß äußerte er sich ausführlich in der taz.
Müller absolvierte außerdem unter der Leitung von Dagmar Leupold das „Studio Literatur und Theater“ Tübingen. Er arbeitete als Journalist für das Schwäbische Tagblatt, das Reutlinger Tübinger Fernsehen und schrieb und spielte für das Landestheater Tübingen. Er war zudem Finalist des 18. Open Mike 2010.
2019 übernahm Müller die Leitung des Tropen Verlages und gründete das Berlin-Büro.
2019 erschien bei Rowohlt sein Romandebüt Die jüngsten Tage, das auf der Shortlist des ZDF-Aspekte-Literaturpreises stand für das beste Debüt des Jahres. Der Roman ist die tragische Geschichte einer Freundschaft. Umgeben von der Plattenbautristesse am Stadtrand von Berlin im Vakuum der Nachwendejahre gründen zwei Freunde eine Bande, das Imperium des Nichts, angetrieben von den verführerischen Reden und Texten des italienischen Dichters Gabriele D’Annunzio. Der Roman wurde von der Kritik gelobt.
Die Zeit zählte Müller 2019 zu den „100 wichtigsten jungen Ostdeutschen“.

## Engagement
Er ist Mitglied der Organisation „Arbeit an Europa“ und der „DFB-Autorennationalmannschaft“. Als ehrenamtliches Mitglied von Arbeit an Europa e. V. setzt sich Müller für europäischen Austausch ein und beteiligt sich an der Betreuung des Projektes „Europäisches Archiv der Stimmen“. Als Autor und Verleger setzt er sich für eine differenzierte Betrachtung des deutsch-deutschen Verhältnisses ein.

## Buchveröffentlichung
- Die jüngsten Tage. Rowohlt Verlag, Hamburg 2019, ISBN 978-3-498-04544-9.